# ريغوبرت سونغ
ريغوبرت باهاناغ سونغ (بالإنجليزية: Rigobert Song)‏، من مواليد 1 يوليو 1976 في نكانغليكوك في الكاميرون، هو مدرب كرة قدم كاميروني ولاعب سابق، كان يلعب في صفوف أندية ميتز ثم ليفربول ثم وست هام يونايتد ثم نادي كولن ثم نادي لنس ثم لعب في الدوري التركي مع غلطة سراي وطرابزونسبور، وكان قائد منتخب الكاميرون في الفترة من 2000 حتى 2010 وشارك في 4 بطولات كاس العالم واستطاع ان يفوز معهم ببطولتي كأس الأمم الأفريقية أعوام 2000 و 2002.

## مسيرته الرياضية

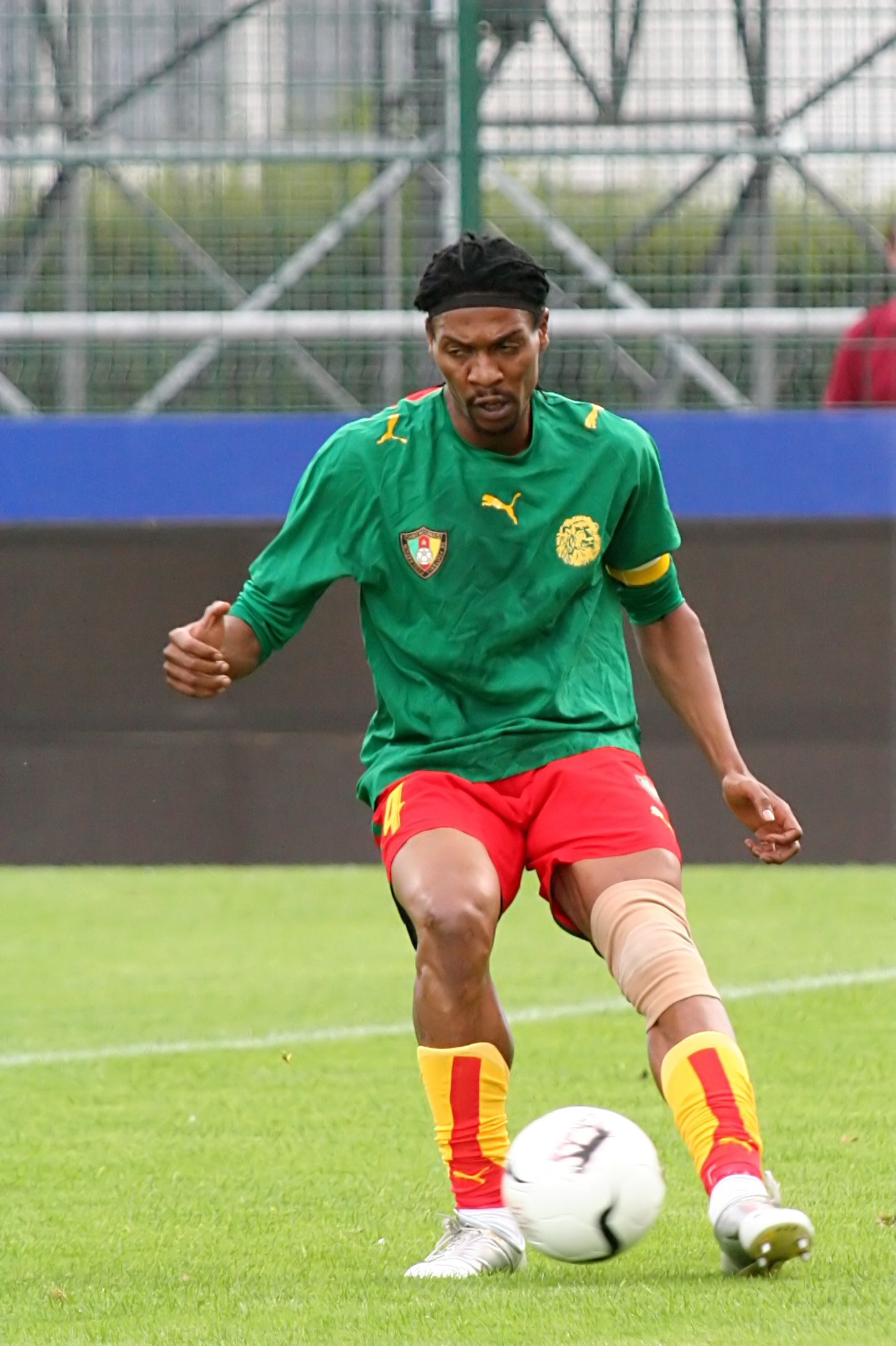
ريغوبرت سونغ

بدأ مسيرته الكروية مع نادي تونير ياوندي في موسم 1993/1994، وفي عام 1994 انتقل إلى نادي متز الفرنسي، ولعب معهم 1997، ولعب معهم 123 مباراة وسجل 3 أهداف، وفي موسم 1997/1998 انتقل إلى نادي سالرنيتانا الإيطالي، ولعب معهم 4 مباريات وسجل هدف واحد، وفي عام 1998 انتقل إلى نادي ليفربول الإنجليزي، ولعب معهم حتى عام 2000، وشارك معهم في 33 مباراة، وفي عام 2000 انتقل إلى نادي وست هام يونايتد الإنجليزي، ولعب معهم حتى عام 2002، وشارك معهم في 24 مباراة، وفي موسم 2001/2002 أعير إلى نادي كولن الألماني، ولعب معهم 16 مباراة، وفي عام 2002 انتقل إلى نادي لينس الفرنسي، ولعب معهم حتى عام 2004، وشارك معهم في 65 مباراة وسجل 4 أهداف. لعب مع نادي غلطة سراي التركي بين العامين 2004 و2008، ثم انتقل بعدها لنادي ترابزونسبور حتي 2010 ثم اعتزل، تعرض في 7 أكتوبر 2016 لوعكة صحية حيث أصيب بسكتة دماغية استطاع التعافي منها.

## المسيرة الدولية
منذ عام 1993 وهو يلعب مع منتخب الكاميرون لكرة القدم. وقد لعب في كؤوس العالم 94، 98، 2002 و2010. وحمل رقما قياسيا عندما طرد في مباراة البرازيل عام 1994 ليصبح في عمر السابعة عشرة أصغر لاعب يطرد على الإطلاق، وفي عام 1998 طرد من مباراة تشيلي فأصبح أول لاعب يطرد من كأسي عالم مختلفين (وكان الوحيد حتى طرد زين الدين زيدان من نهائي 2006 فشاركه الرقم).

## إنجازاته

### الأندية
نادي ميتز 
- كأس الرابطة الفرنسية: 1995-96

غلطة سراي
- الدوري التركي الممتاز: 2005–06, 2007–08
- كأس تركيا: 2005

نادي طرابزون سبور
- كأس تركيا: 2009
- كأس تركيا: 2010

### مع المنتخب
الكاميرون
- كأس الأمم الأفريقية لكرة القدم (2): 2000، 2002
- كأس الأمم الأفريقية لكرة القدم 2008: وصيف
- كأس القارات لكرة القدم 2003: وصيف

## تدريب الأسود
في فبراير 2022 عُيّن سونغ، مدربًا لمنتخب الكاميرون الأول، وقادهم إلى نهائيات كأس العالم 2022 قبل الخروج من الدور الأول رغم الفوز التاريخي على البرازيل بهدف فنسنت أبوبكر.
وفي 28 فبراير 2024 أعلن صامويل إيتو، رئيس الاتحاد الكاميروني لكرة القدم، إقالة سونغ، من منصبه كمدرب للأسود، بعدما ودعوا كأس أمم أفريقيا 2023 في ساحل العاج من ثمن النهائي على يد نيجيريا الوصيفة.

## روابط خارجية
- ريغوبرت سونغ على موقع الاتحاد الدولي (مؤرشف)  (الإنجليزية)
- ريغوبرت سونغ على موقع الاتحاد الأوربي (الإنجليزية)
- ريغوبرت سونغ على موقع اتحاد تركيا (لاعب) (الإنجليزية)
- ريغوبرت سونغ على موقع قاعدة بيانات كرة القدم.إي يو (الإنجليزية)
- ريغوبرت سونغ على موقع ليكيب (الفرنسية)
- ريغوبرت سونغ على موقع ناشيونال فوتبول تيمز (الإنجليزية)
- ريغوبرت سونغ على موقع Soccerbase.com (لاعب) (الإنجليزية)
- ريغوبرت سونغ على موقع عالم كرة القدم.نت (الإنجليزية)